# Aubrieta × cultorum
Aubrieta x cultorum es una especie de planta perteneciente a la familia de las brasicáceas. Planta herbácea perenne, muy ramificada, con tallos que se ensanchan sobre el terreno distribuyéndose como cobija, es por esto que comúnmente se le conoce como aubrecia cobija o aubreta azul.   

## Distribución geográfica
Es una variedad de híbrido perenne  del género Aubrieta, ampliamente utilizado en los jardines por sus flores de color rosa, magenta, fucsia, azul-violeta, morado o blanco para formar una gruesa alfombra en el suelo rocoso.
- Datos: Q7061417
- Multimedia: Aubrieta × cultorum / Q7061417
- Especies: Aubrieta × cultorum